# Torre Velasca
La Torre Velasca è un grattacielo di Milano, situato vicino Piazza Missori.
Realizzato nel 1955 su disegno dello Studio BBPR, l'edificio rappresenta uno dei pochi esempi italiani di architettura post-razionalista brutalista, un razionalismo dallo stile non ben definito, ascritto sia al Neoliberty sia al Postmodernismo. Il suo nome è dovuto alla piazza in cui si trova, toponimo a sua volta derivante dal nome del politico spagnolo Juan Fernández de Velasco che nel XVII secolo governò il Ducato di Milano.  
Per il suo interesse storico e artistico dal 2011 l'edificio è un bene architettonico sottoposto a vincolo e tutelato dalla Soprintendenza ai Beni Culturali.

## Storia

### Genesi del progetto
(Ernesto Nathan Rogers, 1958)

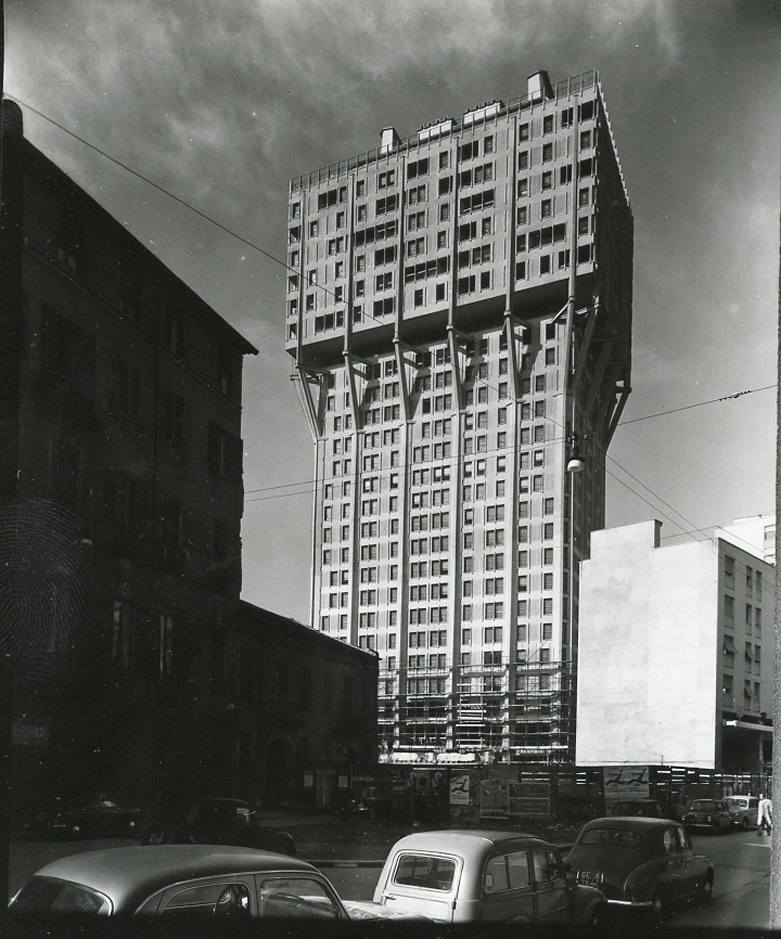
La Torre Velasca in fase di ultimazione nel 1958, in una fotografia di Paolo Monti

L'edificio fu progettato dallo Studio BBPR su incarico della società committente Ri.C.E. (Ricostruzione Comparti Edilizi), che nel 1949 ottenne dal Comune di Milano la licenza per costruire «un edificio pluripiano a uso misto commerciale e residenziale da insediarsi in un'area di suolo pubblico di riconversione», a seguito della devastazione inflitta dai pesanti bombardamenti angloamericani della seconda guerra mondiale.
Gli studi per la sua progettazione iniziarono nel 1950 con la collaborazione dell'ingegnere torinese Arturo Danusso e furono da subito indirizzati verso la creazione di un nuovo simbolo della rinascita post-bellica di Milano, ipotizzando inizialmente un grattacielo da realizzarsi completamente in acciaio e vetro. Per accertarsi maggiormente della fattibilità di tale progetto, lo Studio BBPR interpellò anche un'azienda di New York specializzata nella consulenza economica per progetti di grattacieli, la quale evidenziò che la condizione dell'industria siderurgica italiana del tempo non sarebbe stata in grado di sostenere una simile richiesta di materia prima; l'iniziale ipotesi di una torre in acciaio venne dunque accantonata anche a causa degli alti costi del materiale, pertanto lo Studio BBPR optò per la soluzione in calcestruzzo armato con rivestimento in pietra che ridusse i costi di un quarto e che si sarebbe anche inserita meglio nel contesto architettonico cittadino.
Fra il 1952 e il 1955 venne portato a termine il progetto definitivo dell'edificio, che venne approvato dal committente e realizzato dalla Società Generale Immobiliare tramite Sogene, tra il 1956 e il 1957. I lavori di costruzione durarono 292 giorni, concludendosi con otto giorni di anticipo rispetto a quanto previsto dal contratto.
A seguito di alcuni passaggi di proprietà nel corso dei decenni, negli anni duemila l'edificio passò alla Fondiaria Sai, facente parte del Gruppo Ligresti e successivamente, dopo la fusione con Unipol, entrò a far parte del patrimonio immobiliare della nuova società UnipolSai, che si occupò di una prima, totale ristrutturazione.
Nell'ottobre del 2019 è stata conclusa una nuova trattativa con cui Unipol ha ceduto la Torre Velasca al gruppo americano Hines, a fronte di un esborso economico complessivo di 220 milioni di euro.

### Accoglienza, considerazioni e dibattito
Nel 1961, a pochi anni dalla sua inaugurazione, alla Torre Velasca venne attribuito il "Premio per un'opera realizzata" assegnato annualmente dall'Istituto Nazionale di Architettura e divenne presto ambita sede di prestigiosi uffici, nonché dimora di personaggi illustri del mondo dello spettacolo come Gino Bramieri, il quale visse a lungo in un attico con vista sul Duomo.
Malgrado l'indubbia valenza progettuale, l'edificio suscitò inizialmente pareri discordi per il suo singolare profilo e divenne altresì oggetto di ironia dei milanesi che diedero presto alla torre il soprannome di "grattacielo con le bretelle”, per via delle caratteristiche travature oblique che sorreggono la parte aggettante dell'edificio. Lo stesso scrittore Luciano Bianciardi fu tra i primi detrattori, definendola nel suo romanzo La vita agra del 1962 come un «torracchione di vetro e cemento», mentre fuori dai confini nazionali il critico britannico Reyner Banham, vicino al movimento brutalista d'oltremanica, la giudicò come «la ritirata italiana dall'architettura moderna».
Tuttavia il dibattito circa l'impatto dell'opera nel panorama milanese, non andò a scemare nei decenni a venire e ancora all'inizio del terzo millennio, illustri architetti come Mario Bellini e Gianmaria Beretta ne apprezzarono l'indubbio interesse stilistico e progettuale definendolo «un grattacielo milanese che rifiuta la standardizzazione dell'architettura internazionale»; dello stesso parere fu il collega Stefano Boeri per il quale «la Torre Velasca è l'invenzione di una nuova architettura, primo grattacielo progettato con quella singolare forma "a fungo", nessuno prima aveva mai ideato un edificio del genere», rimarcandone quindi la sua unicità nel panorama internazionale.

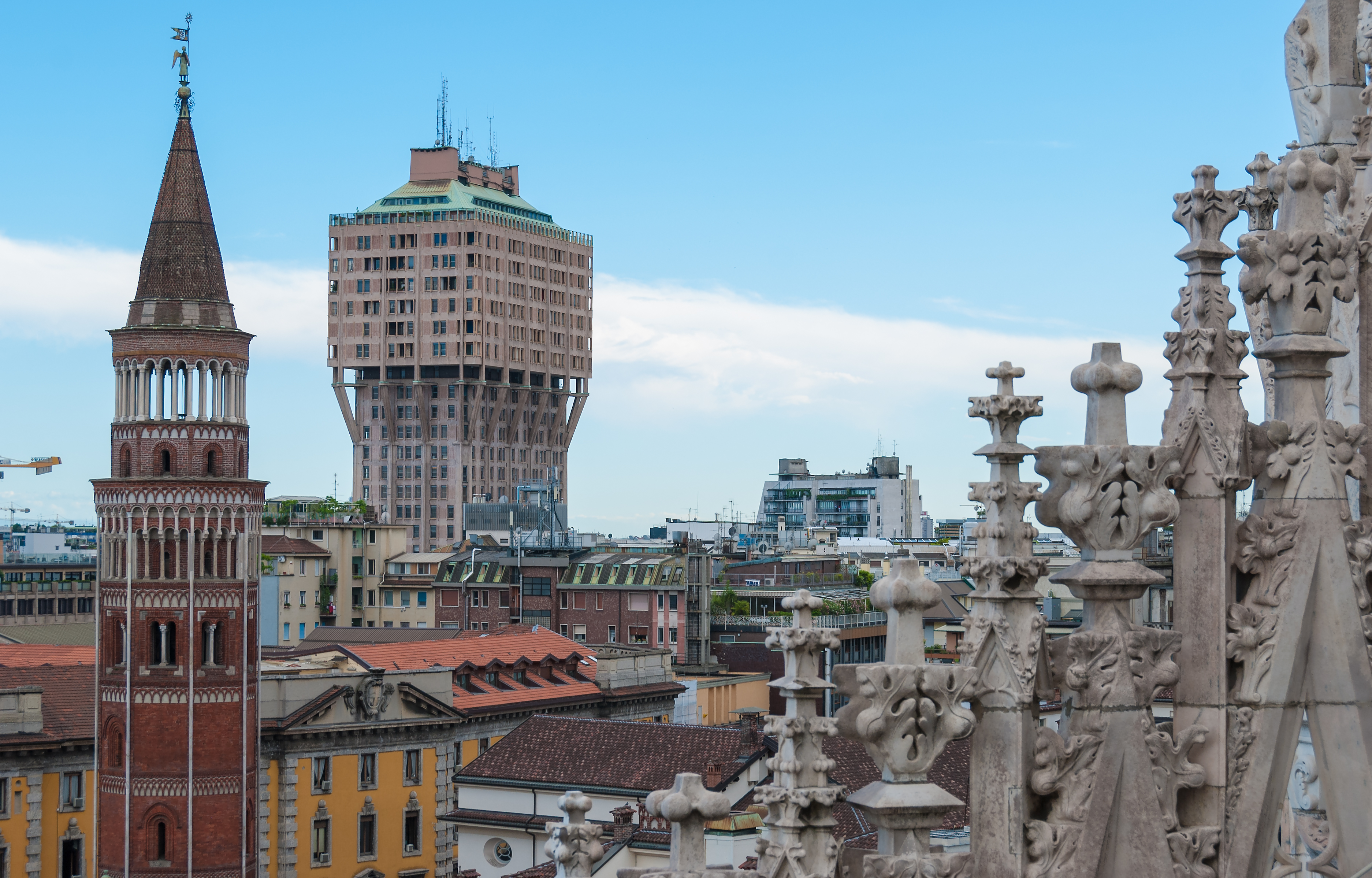
La torre nel panorama milanese vista dalle guglie del vicino Duomo

Da parte della critica d'arte, Philippe Daverio considerava la Torre Velasca un «assoluto capolavoro», sottolineando come «ogni popolo rappresenta la propria idea di architettura [...]. Sarebbe cattivo chiedere a un inglese di avere una conoscenza così articolata della nostra storia»; di diverso parere è invece Vittorio Sgarbi, il quale sostiene che «chi non è abituato a guardarla con i nostri occhi indulgenti può sicuramente classificarla come mostro», ammettendo inoltre che «tende a non piacermi. È il paradigma della civiltà dell'orrore».
Al di fuori del versante artistico, il giornalista Beppe Severgnini, pur parlando di un «capoccione di cemento con tiranti improbabili», ne approva l'originalità e la follia, contestualizzandola a simbolo di un'«Italia ottimista e casinista» del miracolo economico:

### La ristrutturazione
Nel 2020 il gruppo immobiliare Hines, nuovo proprietario dell'edificio, in accordo con la Sovrintendenza ai Beni Culturali e con il Comune di Milano, ha sancito un accordo volto alla completa riqualificazione della Torre Velasca, che comprende anche il contestuale rimaneggiamento della piazza, destinata a diventare una zona pedonale. Il grande investimento di Hines mira a preservare l'eredità storica dell'edificio reinterpretandola in chiave contemporanea, nonché a un restauro conservativo degli esterni e a una completa ristrutturazione degli interni dell'edificio. 
I lavori sono partiti nell'ottobre del 2021 e si sono conclusi nella primavera del 2024, restituendo un edificio completamente rinnovato e una piazza pedonale con una nuova pavimentazione in porfido e nuovi arredi urbani.

## Descrizione

### Esterno

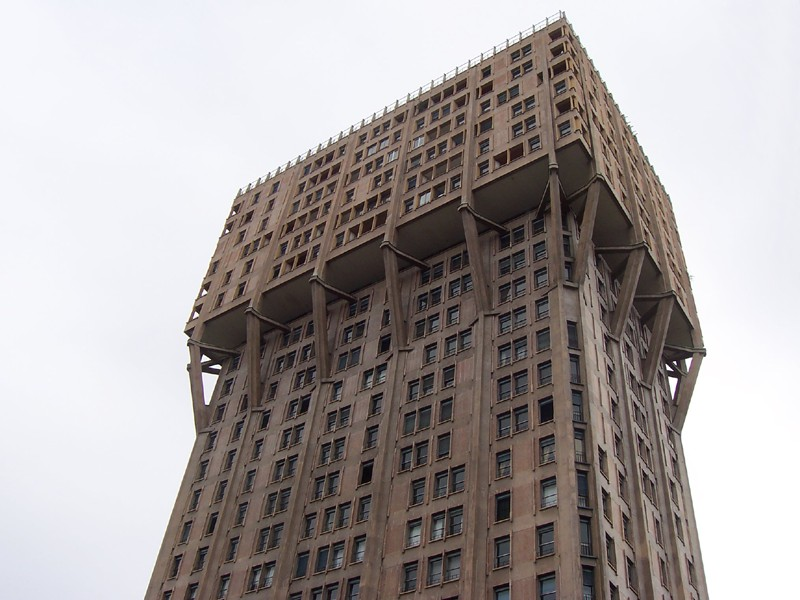
Una vista dell'edificio dal piano stradale

La Torre Velasca costituisce il risultato più rappresentativo del celebre gruppo di architetti dello Studio BBPR, in cui Ernesto Nathan Rogers, già direttore della rivista Casabella, rappresentava un punto di riferimento per l'architettura italiana che cercava il superamento del razionalismo e una sua reinterpretazione.
La caratteristica morfologia della torre è la conseguenza di un approfondito studio di molteplici fattori che trovano le loro origini nella creazione di un nuovo simbolo per la Milano del dopoguerra e nella ricerca di uno slancio verticale contrapposto alla costrizione in cui si trova la base dello stesso edificio, ubicato nella piccola piazza omonima. Al tempo stesso la Torre Velasca vuole rappresentare la risposta funzionale frutto della reinterpretazione del Razionalismo, ma anche una evidente citazione dell'architettura medievale lombarda, tra cui la stessa Torre del Filarete del Castello Sforzesco. Altra possibile citazione è quella della quattrocentesca Torre di Bona.
L'edificio si sviluppa su una planimetria a base rettangolare e s'innalza per 28 piani, di cui due interrati. L'ingresso principale è sul lato sud ed è preceduto da una struttura pensile a un piano che ospita locali commerciali e spazi deputati alla portineria e al servizio di guardianìa. Sospesa su quattro piloni centrali a "T", è scandita da un'ampia superficie vetrata costituita da una serie ripetuta di finestre affiancate da sottili paraste.

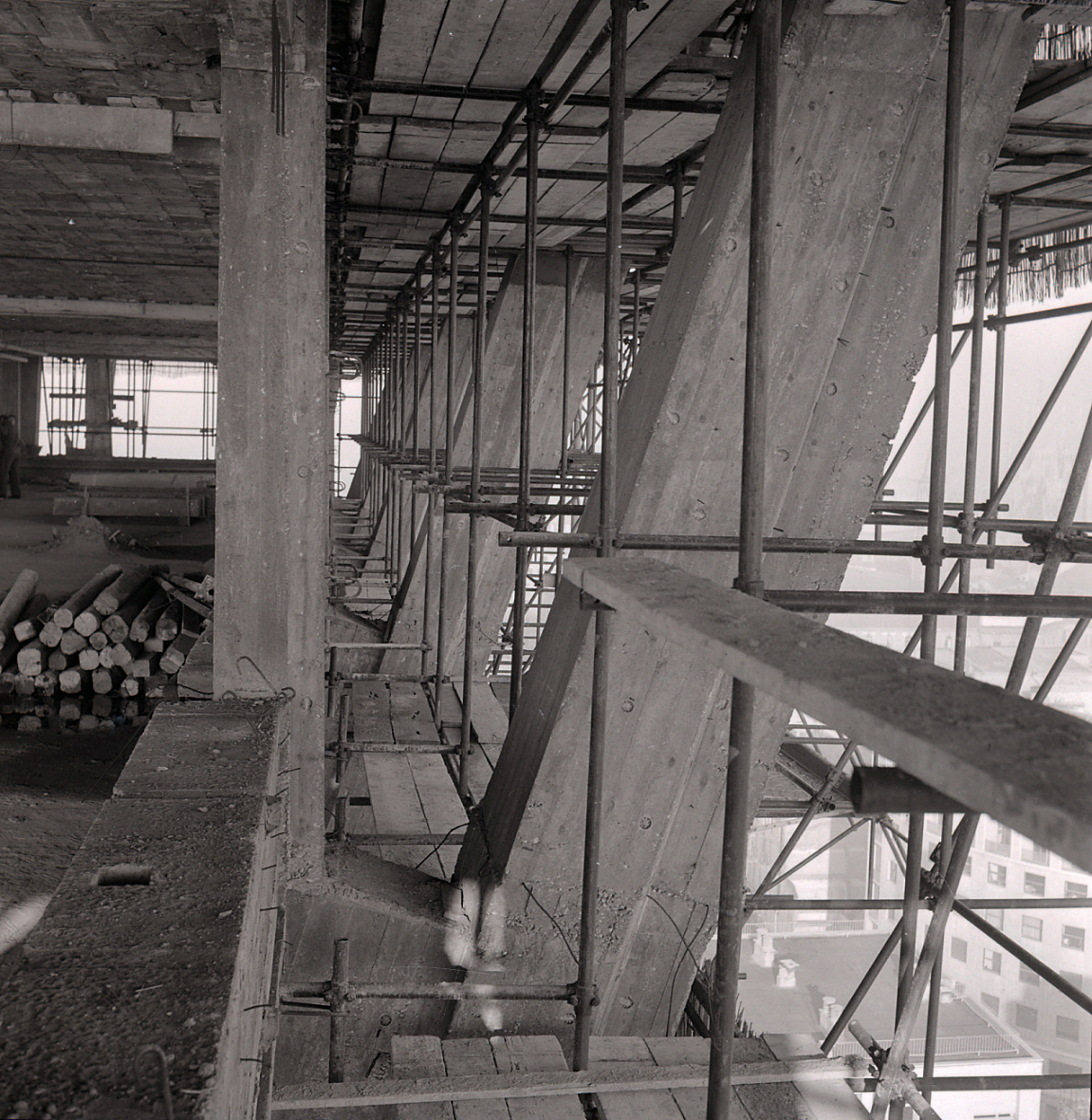
La torre in costruzione nel 1956 in una foto di Paolo Monti

Tutti i prospetti dell'edificio sono analoghi e scanditi dalle nervature della struttura portante volutamente evidenziata, che si raccordano alle travature oblique che emergono a partire dal quindicesimo piano. Le finestre sono tutte rettangolari e di egual misura, la cui disposizione si basa su una griglia di ingombri apparentemente casuali, suggerita dallo stesso telaio strutturale che è tamponato da pannelli prefabbricati in cemento e graniglia di porfido rosa disposti in maniera irregolare. Questa voluta asimmetria nella disposizione delle finestre e delle analoghe aperture che celano i balconi incassati all'interno dei prospetti crea al contempo uniformità e dinamismo, con un'alternanza di pieni e vuoti che il Portoghesi definì «spettinature», ovvero la risultanza di «una riedizione più complessa della dialettica tra gabbia strutturale e involucro murario del razionalismo italiano».
I primi diciassette piani fuori terra hanno una destinazione d'uso differente: attività commerciali al piano stradale, uffici e studi professionali ai piani superiori. Il 18º piano ospitava originariamente i soli locali tecnici di servizio, le aree comuni e gli accessi alla balconata che percorre l'intero perimetro dell'edificio.

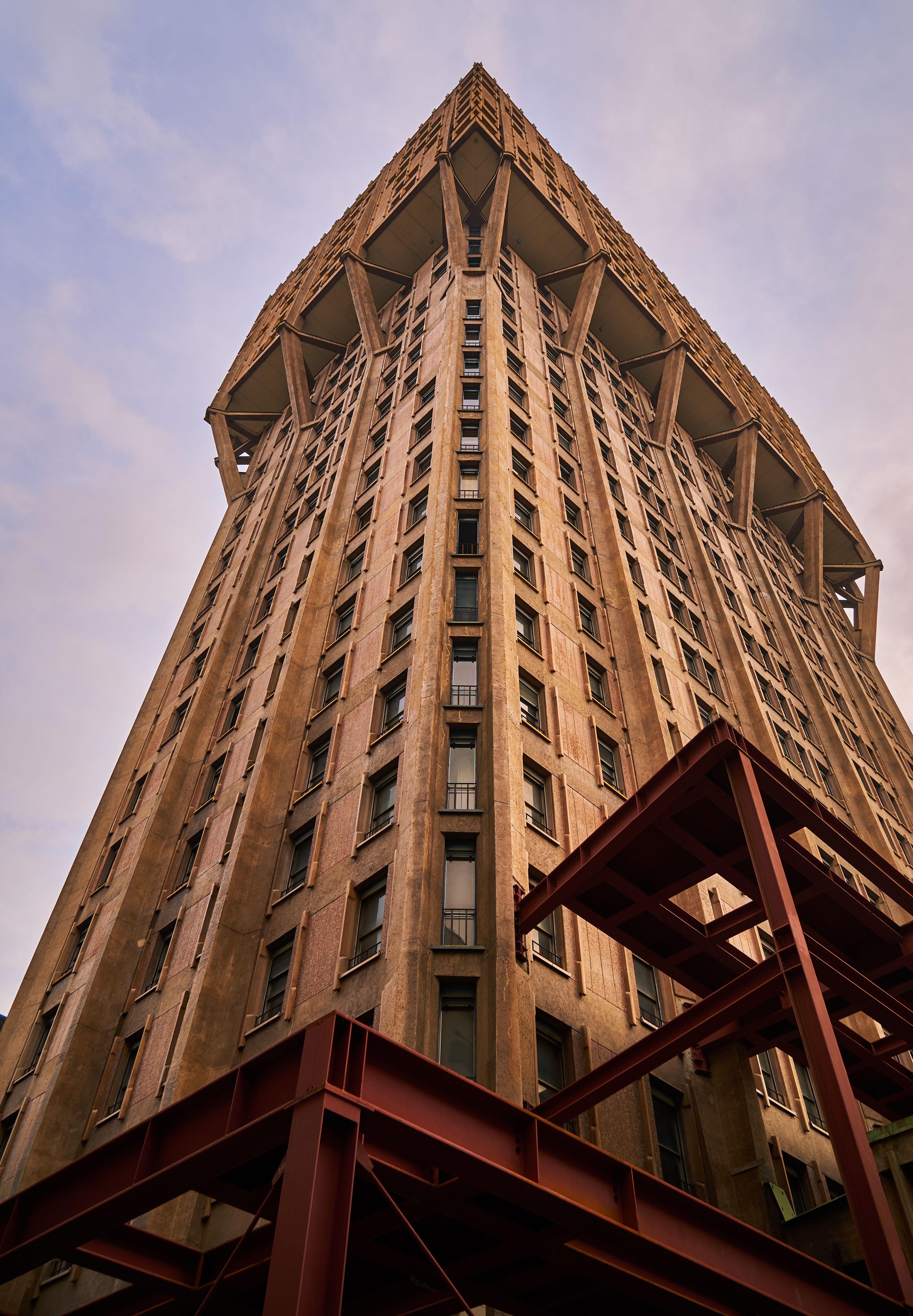
L'edificio visto da sotto. Si può notare lo spigolo smussato anch'esso provvisto di finestre e parte della struttura metallica rossa rimossa nel 2020, che costituiva il telaio del patio esterno allestito al piano stradale

Tra il 15º e il 18º piano è evidente l'aspetto strutturale più caratteristico dell'edificio, ovvero la struttura portante progettata dall'ingegner Arturo Danusso per sostenere il modulo aggettante superiore che ospita i restanti otto piani a uso abitativo. Essa è costituita da venti travature oblique a sezione trilobata che emergono dai prospetti esterni in corrispondenza del 18º piano, per innestarsi ai pilastri perpendicolari superiori e ai grandi puntoni di raccordo, uniti alle mensole d'ancoraggio a "V" che sporgono vistosamente dal diciassettesimo piano e che sono la parte terminale di una fitta rete incrociata di tiranti che percorrono l'intero solaio su cui poggia il modulo aggettante superiore.
I piani superiori, fino al venticinquesimo, sono destinati unicamente ad appartamenti privati. Il modulo terminale dell'edificio è infatti costituito da una planimetria più larga rispetto ai piani sottostanti in funzione del fatto che, secondo l'autore del progetto, le abitazioni private dal 19º al 25º piano necessitano di una profondità maggiore del corpo di fabbrica rispetto agli uffici sottostanti e, al tempo stesso, devono determinare una sorta di distacco formale che suddivide nettamente le due aree dell'edificio.
Il 25º piano ospita sei unità abitative duplex disposte su due livelli, con il piano attico mansardato ed è caratterizzato da un grande terrazzo che percorre l'intero perimetro del modulo aggettante che contraddistingue la parte sommitale della struttura, seppur suddiviso secondo i confini delle singole unità abitative. Oltre alle nervature a vista della struttura portante che vanno rastremandosi fino a scomparire nei prospetti del modulo superiore, le maggiori citazioni neogotiche di richiamo medievale sono le guglie che compongono la balaustra di pannelli in vetro di questa terrazza sommitale e la copertura, costituita da un tetto metallico a quattro falde che ospita il piano mansardato degli attici, a sua volta sormontato da un nucleo in laterizio per i locali tecnici, le antenne e i comignoli.

### Interno

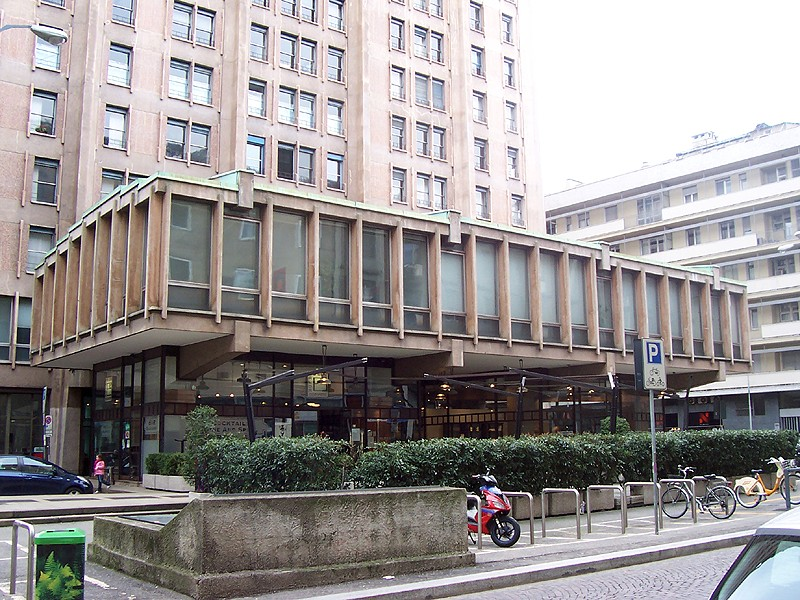
La struttura pensile dell'ingresso alla torre

Complessivamente l'edificio contava originariamente 800 unità immobiliari. Fin dalle prime bozze di progetto lo Studio BBPR delineò una torre in cui la parte superiore fosse più larga di quella inferiore in funzione del fatto che, secondo i progettisti, le abitazioni dal 19º al 25º piano necessitassero di una profondità maggiore del corpo di fabbrica rispetto agli uffici presenti dal 2º al 10º piano e agli studi professionali con abitazione annessa dall'11º al 17º piano.
Il 18º piano era originariamente dedicato unicamente a locali tecnici di servizio, magazzini di pertinenza delle abitazioni, aree comuni, toilette e due accessi alla balconata incassata che percorre l'intero perimetro esterno dell'edificio, da cui è possibile anche ispezionare periodicamente le travature oblique della struttura portante o intervenire per la manutenzione dell'illuminazione esterna installata sulle facciate dell'edificio.
Il modulo superiore più aggettante che ospita i piani compresi tra il 19º e il 25º è destinato unicamente alle 72 unità abitative da due a sette vani più servizi, tutti comprensivi di veranda e terrazzo. Il 25º piano ospita le unità più prestigiose, ovvero 6 appartamenti duplex disposti su due livelli, con piano mansardato e terrazza panoramica.
Originariamente tutte le 800 unità immobiliari erano dotate di impianti tecnologici d'avanguardia per l'epoca, come il riscaldamento a pavimento e l'aria condizionata in ogni ambiente, mentre i 72 appartamenti erano anche provvisti di arredi permanenti come armadi, serramenti specifici, cucina con elettrodomestici in modo che gli inquilini fossero liberi di provvedere soltanto all'arredo con mobili propriamente detti. Molti di questi dettagli architettonici d'arredo sono stati conservati anche nelle ristrutturazioni più recenti.
I due piani ipogei ospitano svariati locali tecnici e l'ampia rimessa per circa 450 autovetture comprensiva di un impianto di autolavaggio, la cui rampa d'accesso si trova sul lato opposto all'ingresso dell'edificio.

### La ristrutturazione: il restauro conservativo e i nuovi interni
Progettato dallo Studio Asti Architetti di Paolo Asti, il complesso piano di ristrutturazione ha previsto il completo restauro e consolidamento degli esterni originali in pietra per mantenere l'iconica facciata e recuperare le cromìe originarie. Gli spazi interni sono invece stati ripensati e suddivisi in differenti aree funzionali, volte a sfruttare al meglio spazi comuni e che hanno visto aggiungersi nuovi servizi come ristoranti, aree commerciali, una palestra, un'area benessere, oltre a nuovi uffici in locazione e nuove unità immobiliari di prestigio. In particolare è stato completamente riutilizzato e ottimizzato lo spazio del piano servizi originariamente previsto al 18º piano. 
La riqualificazione dell'edificio ha coinvolto anche il contesto urbano circostante, riqualificando la piazza con aree verdi e uno spazio commerciale esclusivamente pedonale, rimuovendo altresì alcune barriere architettoniche e parcheggi per migliorare l'accessibilità.

## La Torre Velasca nella cultura di massa
In campo cinematografico e televisivo, nella Torre Velasca sono state girate diverse scene dei film Il vedovo di Dino Risi, Milano calibro 9 di Fernando Di Leo e Durante l'estate di Ermanno Olmi, nonché della serie 1992. In campo letterario, è apparentemente citata nel romanzo La vita agra di Luciano Bianciardi e nel libro Neppure un rigo in cronaca di Gino e Michele.

### Altre pubblicazioni
- Torre Velasca, 26 piani, 800 locali, Società Generale Immobiliare, 1958.
- La Torre Velasca a Milano, in Casabella - Continuità, n. 232, Milano, Editoriale Domus, ottobre 1959,  pp. 9-15.
- Piva Antonio (a cura di), B.B.P.R. a Milano, Electa, 1982.
- Fiori Leonardo; Pizzon Massimo (a cura di), B.B.P.R. La Torre Velasca, Abitare Segesta, 1982.
- Ernesto Nathan Rogers, Il senso della storia, Unicopli, 1999.
- F. Brunetti, La Torre Velasca a Milano, Alinea, 1999.